# 大東市立大東中学校
大東市立大東中学校（だいとうしりつ だいとう ちゅうがっこう）は、大阪府大東市にある公立中学校。
地域が宅地化したことに伴って大東市立住道中学校の生徒数が増加したことにより、同校から分離する形で、大東市で8番目の公立中学校として1982年に開校した。

## 沿革
- 1982年4月1日 - 大東市立大東中学校として開校。
- 1982年5月4日 - 校章制定。
- 1982年5月11日 - 校訓制定。
- 1984年4月5日 - 養護学級設置。
- 1984年5月12日 - 大阪府教育委員会から、生徒指導の研究校に指定される。
- 1985年2月9日 - 校歌制定。
- 2004年4月23日 - 文部科学省から「子ども読書活動優秀実践校」として表彰を受ける。

## 通学区域
- 大東市立灰塚小学校の通学区域全域。

朋来1-2丁目、灰塚1-6丁目、三洋町。

## 交通
- 片町線（学研都市線） 住道駅 南西へ約1.3km。
- 近鉄バス 三洋橋バス停。

## 外部リン ク
- 大東市立大東中学校